# Parco nazionale di Chichibu-Tama-Kai
Il parco nazionale di Chichibu-Tama-Kai (秩父多摩甲斐国立公園?, Chichibu Tama Kai Kokuritsu Kōen) è un parco nazionale del Giappone, all'intersezione delle prefetture di Saitama, Yamanashi, Nagano e Tokyo. 
Con otto vette oltre i 2.000 m sparse su 1.250 km2, ci sono numerosi sentieri escursionistici e antichi santuari. I punti di riferimento più conosciuti sono il monte Mitsumine (三峰山?, Mitsumine-san), sede del santuario di Mitsumine, vecchio di duemila anni; e il monte Mitake, con il santuario di Musashi-Mitake. Il parco ha le sorgenti di importanti fiumi come l'Arakawa, lo Shinano, il Tama, e il Fuefuki (fiume Fuji).

## Aree popolari

### Versante della metropoli di Tokyo
I maggiori punti di interesse sono il monte Mitake (929 m) e il monte Mito (1528 m).
Il monte Mitake è posizionato sul confine orientale del Parco nazionale. È venerato come montagna sacra dai tempi dell'antichità. Sulla sua vetta si trovava un santuario shintoista, il santuario di Musashi-Mitake (武蔵御嶽神社?, Musashi Mitake Jinja), che fu istituito durante il regno dell'imperatore Sujin nel 90 a.C. L'edificio ospita una statua di Zaōgonge fatta nel 736. Attualmente, un servizio di funivia permette un facile accesso ai visitatori.
Il monte Mito consiste di tre vette: la Vetta Occidentale (1.527 m), la Vetta Centrale (1.531 m) e la Vetta Orientale (1.528 m). Il monte fa parte di una sezione settentrionale della  catena Oku-takao (奥高尾縦走路?, Oku-takao Jūsōro) che corre verso nord-est dal monte Takao (Hachiōji). Il monte è famoso per la sua foresta di Fagus japonica e fu votato come una delle cento migliori montagne del Giappone nel 1997. È anche la sorgente del fiume Akigawa, un importante affluente del fiume Tama.

### Versante della prefettura di Saitama

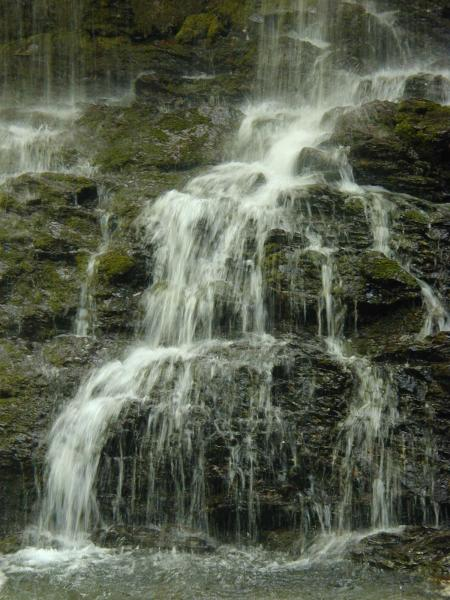
La cascata di Mitsumine, vicino a Chichibu

Le principali attrazioni sono il sito storico di Tochimoto Sekisho (栃本関所跡?, Tochimoto Sekisho-ato) e la gola di Nakatsu (中津峡?, Nakatsu-kyō).
Il sito storico di Tochimoto Sekisho si trova alla congiunzione tra il sentiero di Chichibu che passa attraverso il passo di Karisaka verso Kōshū e la statale di Shinshū diretta a Shinshū attraverso il passo di Jūmonji. Sebbene attualmente il sito sia ubicato in un piccolo insediamento tra le montagne, al suo apice molti viaggiatori passavano per questa località. Il sito offre una veduta fugace di quel periodo in cui la pista era frequentata dai viaggiatori.
La gola di Nakatsu si estende grosso modo per 10 km ed è scavata dal fiume Nakatsu, un affluente del fiume Arakawa. In particolare, intorno a novembre molti visitatori sono attirati in questa località per lo spettacolo delle foglie d'autunno.
Sempre nell'area del parco compresa nella prefettura di Sayama, vicino alla città di Chichibu, si trova il già citato monte Mitsumine, con l'omonimo santuario.

### Versante della prefettura di Yamanashi
Le principali attrazioni comprendono il passo di Daibosatsu (大菩薩峠?, Daibosatsu-tōge), la gola di Mitake Shosēn (御岳昇仙峡?, Mitake Shosēn-kyō) e il passo di Nishizawa (西沢渓谷?, Nishizawa-keikoku).
Il passo di Daibosatsu è famoso per il romanzo La spada del destino di Kaizan Nakazato. Il passo si colloca tra Kōshū e Kosuge e sale fino a 1.897 m. A nord del passo lungo la cresta si trova il monte Daibosatu (大菩薩嶺?, Daibosatsu-rei), 2.057 m di altezza sul livello del mare. Il passo è chiamato a volte la "strada di Hagiwara", la "strada di Daibosatu" o la "via di Oume". Storicamente, fu usato come un'importante ma assai ardua tappa della via di Oume, una via alternativa al Kōshū Kaidō, che collega la provincia di Musashi e la provincia di Kai.  Nel 1878, una ristrutturazione del vicino passo di Yanagisawa spostò il traffico lontano dal passo di Daibosatsu. Negli anni recenti, è stato costruito un capanno di montagna. La cresta offre magnifiche vedute di una prateria con fiori di garofanino maggiore (Chamaenerion angustifolium). Intorno a maggio e ottobre il sito è visitato da molti escursionisti per vedere i fiori di garofanino maggiore e le foglie d'autunno con la cabinovia che si estende al passo Kamihikawa.
La gola di Mitake Shosēn è una gola scavata da un affluente del fiume Fuefuki, localizzata sul lato settentrionale del bacino di Kōfu. È abbreviata spesso come gola di Shosēn. Rocce di granito curvate in varie forme dal fiume ornano la gola. Nel 2008, la località fu classificata tra le cento migliori idrovie dal Ministero dell'Ambiente. È abitata anche da una vasta popolazione di uccelli. I visitatori iniziarono a venire nella gola attraverso il Kōshū Kaidō durante il periodo Edo. Nel 1964 e nel 1972 furono aperte rispettivamente la funivia della gola di Shosēn e l'autostrada a pedaggio della gola di Mitake Shosēn, facendone un'importante meta turistica per tutto l'anno. Durante le stagioni delle vacanze, ci sono spesso ingorghi di traffico sull'autostrada e difficoltà di parcheggi a causa della disponibilità limitata. Nel 1992, fu costruito nei pressi il Museo d'arte di Shosēnkyō, che espone principalmente oggetti del teatro d'ombre e del kirigami.
La gola di Nishisawa è una gola scavata dal fiume Fuefuki, localizzata a monte del lago Hirose. È situata nella parte settentrionale della prefettura di Yamanashi a nord-est del lago Hirose, a nord del monte Kurogane, a est del monte Kokushi, del monte Kita Okusenjō e del monte Okusenjō, e a sud del monte Tosaka e del monte Kobushi. L'entrata alla gola è localizzata lungo la strada statale nazionale 140. Nelle vicinanze si trovano un'area di sosta, la stazione stradale di Mitomi e il tunnel di Karisaka. La gola mostra cascate e pozze con un sentiero ben mantenuto. Verso la fine del sentiero si trova la cascata di Nanatsugama-godan (七ツ釜五段ノ滝?), una delle cento migliori cascate del Giappone. Una porzione dei binari della vecchia ferrovia, la ferrovia Shirnrin, è visibile sul lato opposto del fiume.

### Versante della prefettura di Nagano

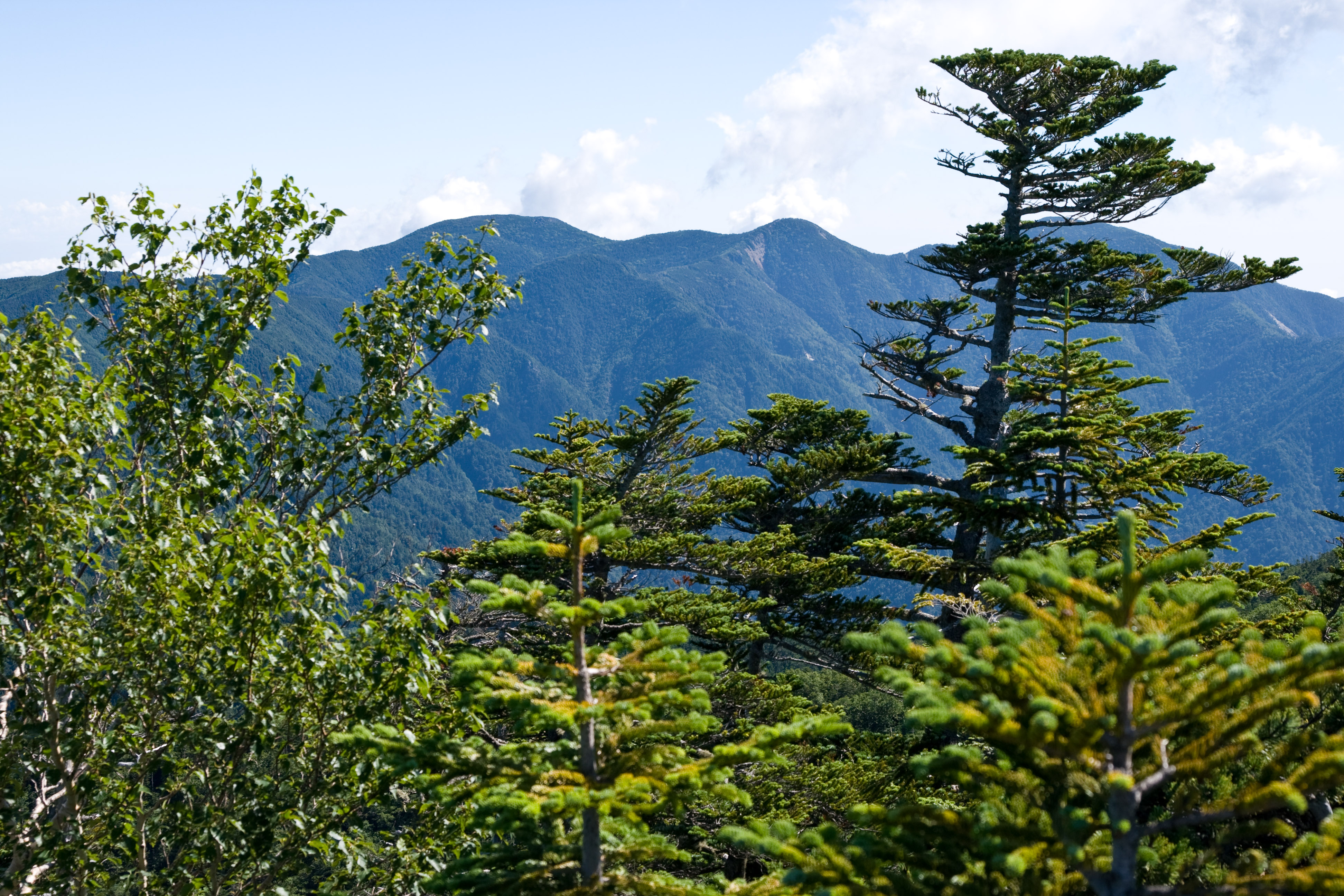
Una veduta del monte Kobushi

Il maggior punto di interesse è il corso superiore del fiume Chikuma (千曲川源流コース?). Il popolare itinerario è un sentiero montano che si estende da Mōkiba (毛木場?) al monte Kobushi (甲武信岳?). Mōkiba è famosa per le azalee in giugno ed è un'entrata per il passo di Jūmonji (十文字峠?). Il monte Kobushi è una montagna che si trova al confine tra la prefettura di Saitama e la prefettura di Nagano, salendo fino a 2.475 m sul livello del mare. Una teoria sulle origini del nome racconta che i tre caratteri che lo compongono,  Ko (甲?), Bu (武?) e Shin (信?), corrispondono ai caratteri iniziali delle tre vecchie province di Kōshū (甲州?), Bushū (武州?) e Shinshū (信州?). Il monte è noto anche come sorgente del fiume Chikuma, la porzione del fiume Shinano nella prefettura di Nagano.

## Centri visitatori
Ci sono tre centri visitatori nel parco.

### Centro visitatori di Mitake
Il Centro visitatori di Mitake è localizzato nel villaggio di Mitake, a metà strada tra la stazione a monte della funicolare Mitake-Tozan e il santuario di Musashi-Mitake. Si trova seguendo la pista a sinistra chiamata Maint Street dalla stazione della funicolare.
Sono disponibili guide e mappe in giapponese e inglese, nonché bagni pubblici. Vi è anche un piccolo centro naturale.

### Centro visitatori di Okutama
Il Centro visitatori di Okutama si trova a due minuti a piedi dalla stazione di Okutama. Il centro ospita piccoli esemplari esposti della flora e della fauna dell'area, e ha personale specializzato e utili guide turistiche disponibili in varie lingue. 
Vi è anche una parete attrezzata per le arrampicate.

### Centro visitatori di Yama-no-furusato Mura
Il Centro visitatori di Yama no Furusato Mura si trova sulla riva sud del lago Okutama, lungo il torrente Saiguchi. Il centro dispone di guide specializzate in natura (nature guides), che forniscono una varietà di informazioni e conducono programmi di esperienza naturale (come passeggiate guidate) ogni giorno. Dentro il centro visitatori, una varietà di oggetti esposti introducono, la natura, la cultura d la storia dell'area circostante.